# Torneo Anual 2018 de Primera División (Liga Chacarera)
El Torneo Anual Clasificatorio 2018, de Primera División de la Liga Chacarera de Fútbol, Comenzó en julio de 2018 y se extendió hasta diciembre del corriente.
Se disputó en una sola rueda, por el sistema de todos contra todos. Tuvo un clasificado al Torneo Regional Federal Amateur 2019 y otro al Torneo Provincial 2019.

## Ascensos y descensos
| Pos        | Ascendidos a la Primera División 2018 |
| ---------- | ------------------------------------- |
| 1°         | Social Rojas                          |
| Gan. Petit | Las Pirquitas                         |

| Prom           | Descendidos de la Primera División 2017 |
| -------------- | --------------------------------------- |
| 10º            | La Merced                               |
| Tabla Conjunta | Deportivo Sumalao                       |

## Formato

### Competición
- El torneo se jugará a dos ruedas, con el sistema de Todos Contra Todos.
- El equipo que se consagre campeón, clasificará al Torneo Regional Federal Amateur 2019.
- Los equipos ubicados del 2° al 5° lugar de la Tabla de Posiciones, clasifican al Petit Torneo.
- El equipo que gane el Petit Torneo, clasificará al Torneo Provincial 2019.

En el caso de que Defensores de Esquiú sea el campeón del torneo o esté en zona de clasificación al Petit Torneo, quedará excluido ya que tiene su plaza reservada para el Torneo Regional Federal Amateur 2019.

### Descensos
- Los descensos serán dos, uno por tabla de posiciones (el último del Anual) y el otro mediante los Promedios.

En caso de ser el mismo equipo que finalice último en ambas tablas, este descenderá por los puntos y se eliminará su promedio. De darse esta ocasión, el segundo descenso caerá al equipo ubicado antepenúltimo en los promedios

## Equipos
| Equipo                                                   | Ciudad          | Departamento        |
| -------------------------------------------------------- | --------------- | ------------------- |
| Club Deportivo Coronel Daza                              | Banda de Varela | Capital             |
| Club Defensores de Esquiú                                | San José        | Fray Mamerto Esquiú |
| Club Atlético Independiente                              | San Antonio     | Fray Mamerto Esquiú |
| Club Social, Cultural y Deportivo La Estación Miraflores | Miraflores      | Capayán             |
| Club Social y Deportivo La Merced                        | La Merced       | Paclín              |
| Club Sportivo Los Sureños                                | Pozo del Mistol | Valle Viejo         |
| Club Obreros de San Isidro                               | San Isidro      | Valle Viejo         |
| Club Atlético San Martín                                 | El Bañado       | Valle Viejo         |
| Club Sportivo Social Rojas                               | Santa Rosa      | Valle Viejo         |
| Club Sportivo Villa Dolores                              | Villa Dolores   | Valle Viejo         |

### Distribución geográfica de los equipos
| Departamento        | Cant. | Equipos                                                         |
| ------------------- | ----- | --------------------------------------------------------------- |
| Valle Viejo         | 5     | Los Sureños, Obreros, San Martín, Social Rojas y Villa Dolores. |
| Fray Mamerto Esquiú | 2     | Defensores de Esquiú e Independiente (SA).                      |
| Capayán             | 1     | La Estación (Miraflores).                                       |
| Capital             | 1     | Coronel Daza                                                    |
| Paclín              | 1     | La Merced.                                                      |

## Estadios
El Estadio de Coronel Daza, está ubicado en Banda de Varela (perteneciente al Departamento Capital), es la segunda alternativa para los equipos de la Liga Chacarera.
Este Estadio perteneciente al club La Merced, ubicado en dicha localidad homóninma. 

## Tabla de posiciones
| Pos. | Equipo                      | Pts. | PJ | PG | PE | PP | GF | GC | Dif. |
| ---- | --------------------------- | ---- | -- | -- | -- | -- | -- | -- | ---- |
| 01.º | Defensores de Esquiú        | 32   | 18 | 9  | 5  | 4  | 23 | 18 | 5    |
| 02.º | La Merced                   | 32   | 18 | 10 | 2  | 6  | 38 | 26 | 12   |
| 03.º | Independiente (San Antonio) | 31   | 18 | 9  | 4  | 5  | 44 | 30 | 14   |
| 04.º | San Martín (El Bañado)      | 31   | 18 | 9  | 4  | 5  | 38 | 25 | 13   |
| 05.º | Social Rojas                | 31   | 18 | 8  | 7  | 3  | 29 | 24 | 5    |
| 06.º | Los Sureños                 | 29   | 18 | 8  | 5  | 5  | 35 | 29 | 6    |
| 07.º | Coronel Daza                | 26   | 18 | 7  | 5  | 6  | 32 | 27 | 5    |
| 08.º | Obreros (San Isidro)        | 22   | 18 | 6  | 4  | 8  | 32 | 33 | −1   |
| 09.º | La Estación (Miraflores)    | 9    | 18 | 2  | 3  | 13 | 15 | 53 | −38  |
| 10.º | Villa Dolores               | 6    | 18 | 1  | 3  | 14 | 17 | 35 | −18  |

|  | Se consagró campeón                                |
|  | Clasificó al Torneo Regional Federal Amateur 2019. |
|  | Clasificaron al Petit Torneo.                      |
|  | Descendió a la Primera B 2019.                     |

### Evolución de las posiciones
| Equipo / Fecha       | 1    | 2    | 3    | 4    | 5    | 6    | 7    | 8    | 9    | 10   | 11   | 12   | 13   | 14   | 15   | 16   | 17   | 18   |
| -------------------- | ---- | ---- | ---- | ---- | ---- | ---- | ---- | ---- | ---- | ---- | ---- | ---- | ---- | ---- | ---- | ---- | ---- | ---- |
| Coronel Daza         | 04.° | 04.° | 08.° | 05.° | 04.° | 05.° | 04.° | 04.° | 04.° | 04.° | 04.° | 05.° | 05°  | 06.° | 07.° | 07.° | 07.° | 07.° |
| Defensores de Esquiú | 09.° | 09.° | 09.° | 07.° | 08.° | 08.° | 08.° | 08.° | 08.° | 08.° | 08.° | 07.° | 07°  | 07.° | 05.° | 02.° | 04.° | 01.° |
| Independiente (SA)   | 02.° | 01.° | 01.° | 01.° | 03.° | 03.° | 02.° | 01.° | 01.° | 01.° | 01.° | 02.° | 01.° | 02.° | 04.° | 06.° | 05.° | 03.° |
| La Estación          | 10.° | 10.° | 10.° | 10.° | 10.° | 10.° | 10.° | 10.° | 10.° | 10.° | 10.° | 10.° | 10.° | 10.° | 10.° | 09.° | 09.° | 09.° |
| La Merced            | 05.° | 05.° | 03.° | 03.° | 02.° | 02.° | 03.° | 03.° | 03.° | 03.° | 03.° | 01.° | 02.° | 04.° | 03.° | 04.° | 02.° | 01.° |
| Los Sureños          | 06.° | 06.° | 07.° | 08.° | 07.° | 07.° | 07.° | 07.° | 05.° | 07.° | 06.° | 04.° | 06°  | 05.° | 06.° | 05.° | 03.° | 06.° |
| Obreros              | 07.° | 07.° | 04.° | 04.° | 06.° | 04.° | 06.° | 05.° | 06.° | 05.° | 07.° | 08.° | 08.° | 08.° | 08.° | 08.° | 08.° | 08.° |
| San Martín           | 01.° | 02.° | 05.° | 06.° | 05.° | 06.° | 05.° | 06.° | 07.° | 06.° | 05.° | 06.° | 04.° | 03.° | 02.° | 03.° | 06.° | 04.° |
| Social Rojas         | 03.° | 03.° | 02.° | 02.° | 01.° | 01.° | 01.° | 02.° | 02.° | 02.° | 02.° | 03.° | 03.° | 01.° | 01.° | 01.° | 01.° | 05.° |
| Villa Dolores        | 08.° | 08.° | 06.° | 09.° | 09.° | 09.° | 09.° | 09.° | 09.° | 09.° | 09.° | 09.° | 09.° | 09.° | 09.° | 10.° | 10.° | 10.° |

| 1. 2. 3. 4. 5. 6. |

## Resultados
| Independiente (SA)   | 2 - 1 | Villa Dolores | Primo A. Prevedello | 28 de julio | 14:00 |
| Defensores de Esquiú | 0 - 1 | Social Rojas  | Coronel Daza        | 28 de julio | 16:00 |
| Los Sureños          | 1 - 1 | La Merced     | Primo A. Prevedello | 28 de julio | 16:30 |
| San Martín           | 4 - 1 | La Estación   | Primo A. Prevedello | 29 de julio | 16:00 |
| Coronel Daza         | 1 - 1 | Obreros       | Coronel Daza        | 29 de julio | 16:00 |

| Villa Dolores | 1 - 2 | Defensores de Esquiú | Coronel Daza        | 4 de agosto | 16:00 |
| Obreros       | 0 - 3 | Independiente (SA)   | Primo A. Prevedello | 4 de agosto | 16:00 |
| Social Rojas  | 1 - 1 | La Estación          | Primo A. Prevedello | 5 de agosto | 14:30 |
| Los Sureños   | 1 - 3 | Coronel Daza         | Primo A. Prevedello | 5 de agosto | 16:30 |
| San Martín    | 1 - 2 | La Merced            | Coronel Daza        | 5 de agosto | 16:30 |

| Independiente (SA)   | 2 - 2 | Los Sureños   | Coronel Daza        | 11 de agosto | 14:00 |
| La Estación          | 1 - 2 | Villa Dolores | Primo A. Prevedello | 11 de agosto | 14:30 |
| Coronel Daza         | 0 - 3 | La Merced     | Coronel Daza        | 11 de agosto | 16:00 |
| San Martín           | 1 - 3 | Social Rojas  | Primo A. Prevedello | 11 de agosto | 16:30 |
| Defensores de Esquiú | 0 - 1 | Obreros       | Primo A. Prevedello | 12 de agosto | 16:30 |

| La Merced     | 1 - 4 | Independiente (SA)   | El Cañón de Paclín  | 18 de agosto | 16:00 |
| Obreros       | 1 - 0 | La Estación          | Primo A. Prevedello | 18 de agosto | 18:30 |
| Los Sureños   | 1 - 1 | Defensores de Esquiú | Primo A. Prevedello | 19 de agosto | 14:30 |
| Villa Dolores | 0 - 2 | Social Rojas         | Primo A. Prevedello | 19 de agosto | 16:30 |
| Coronel Daza  | 2 - 2 | San Martín           | Coronel Daza        | 19 de agosto | 16:30 |

| Social Rojas         | 4 - 3 | Obreros       | Primo A. Prevedello | 24 de agosto | 14:30 |
| La Estación          | 1 - 3 | Los Sureños   | Primo A. Prevedello | 25 de agosto | 14:30 |
| Defensores de Esquiú | 0 - 6 | La Merced     | Coronel Daza        | 25 de agosto | 16:00 |
| San Martín           | 3 - 1 | Villa Dolores | Primo A. Prevedello | 25 de agosto | 16:30 |
| Independiente (SA)   | 1 - 5 | Coronel Daza  | Primo A. Prevedello | 26 de agosto | 16:30 |

| Los Sureños          | 1 - 2 | Social Rojas  | Primo A. Prevedello | 31 de agosto    | 14:30 |
| Obreros              | 4 - 2 | Villa Dolores | Primo A. Prevedello | 31 de agosto    | 16:30 |
| Defensores de Esquiú | 1 - 1 | Coronel Daza  | Primo A. Prevedello | 1 de septiembre | 14:30 |
| La Merced            | 3 - 1 | La Estación   | El Cañón de Paclín  | 1 de septiembre | 16:00 |
| Independiente (SA)   | 3 - 2 | San Martín    | Primo A. Prevedello | 1 de septiembre | 17:00 |

| La Estación          | 1 - 3 | Coronel Daza       | Primo A. Prevedello | 15 de septiembre | 15:00 |
| Social Rojas         | 1 - 0 | La Merced          | Coronel Daza        | 15 de septiembre | 16:00 |
| Defensores de Esquiú | 1 - 2 | Independiente (SA) | Primo A. Prevedello | 15 de septiembre | 17:00 |
| Villa Dolores        | 1 - 2 | Los Sureños        | Coronel Daza        | 16 de septiembre | 16:00 |
| San Martín           | 2 - 1 | Obreros            | Primo A. Prevedello | 16 de septiembre | 17:00 |

| Los Sureños          | 2 - 2 | Obreros       | Primo A. Prevedello | 20 de septiembre | 16:00 |
| Independiente (SA)   | 5 - 0 | La Estación   | Primo A. Prevedello | 20 de septiembre | 20:00 |
| La Merced            | 2 - 0 | Villa Dolores | El Cañón de Paclín  | 22 de septiembre | 16:00 |
| Coronel Daza         | 3 - 1 | Social Rojas  | Coronel Daza        | 22 de septiembre | 16:30 |
| Defensores de Esquiú | 1 - 0 | San Martín    | Primo A. Prevedello | 22 de septiembre | 17:00 |

| Villa Dolores | 2 - 2 | Coronel Daza         | Primo A. Prevedello | 28 de septiembre | 17:00 |
| San Martín    | 0 - 1 | Los Sureños          | Primo A. Prevedello | 28 de septiembre | 19:00 |
| Obreros       | 2 - 1 | La Merced            | Coronel Daza        | 29 de septiembre | 17:00 |
| La Estación   | 0 - 0 | Defensores de Esquiú | Primo A. Prevedello | 29 de septiembre | 19:00 |
| Social Rojas  | 2 - 2 | Independiente (SA)   | Primo A. Prevedello | 30 de septiembre | 19:00 |

| La Merced     | 2 - 1 | Los Sureños          | El Cañón de Paclín  | 3 de octubre | 16:00 |
| Obreros       | 1 - 3 | Coronel Daza         | Primo A. Prevedello | 3 de octubre | 18:00 |
| Social Rojas  | 1 - 2 | Defensores de Esquiú | Primo A. Prevedello | 3 de octubre | 20:00 |
| La Estación   | 2 - 6 | San Martín           | Primo A. Prevedello | 4 de octubre | 18:00 |
| Villa Dolores | 1 - 1 | Independiente (SA)   | Primo A. Prevedello | 4 de octubre | 20:00 |

| Defensores de Esquiú | 0 - 0 | Villa Dolores | Coronel Daza        | 6 de octubre | 15:00 |
| La Merced            | 0 - 2 | San Martín    | El Cañón de Paclín  | 6 de octubre | 16:00 |
| Coronel Daza         | 0 - 2 | Los Sureños   | Coronel Daza        | 6 de octubre | 17:00 |
| La Estación          | 1 - 1 | Social Rojas  | Primo A. Prevedello | 6 de octubre | 17:00 |
| Independiente (SA)   | 1 - 1 | Obreros       | Primo A. Prevedello | 6 de octubre | 19:00 |

| Obreros       | 1 - 2 | Defensores de Esquiú | Primo A. Prevedello | 12 de octubre | 21:00 |
| La Merced     | 4 - 1 | Coronel Daza         | El Cañón de Paclín  | 13 de octubre | 16:00 |
| Social Rojas  | 1 - 1 | San Martín           | Primo A. Prevedello | 13 de octubre | 20:00 |
| Villa Dolores | 0 - 1 | La Estación          | Primo A. Prevedello | 14 de octubre | 18:00 |
| Los Sureños   | 4 - 1 | Independiente (SA)   | Primo A. Prevedello | 14 de octubre | 20:00 |

| San Martín           | 3 - 2 | Coronel Daza  | Primo A. Prevedello | 18 de octubre | 18:30 |
| La Estación          | 1 - 4 | Obreros       | Primo A. Prevedello | 19 de octubre | 19:00 |
| Social Rojas         | 2 - 1 | Villa Dolores | Primo A. Prevedello | 19 de octubre | 21:00 |
| Defensores de Esquiú | 3 - 1 | Los Sureños   | Primo A. Prevedello | 20 de octubre | 19:00 |
| Independiente (SA)   | 3 - 1 | La Merced     | Primo A. Prevedello | 20 de octubre | 21:00 |

| Villa Dolores | 1 - 2 | San Martín           | Primo A. Prevedello | 26 de octubre | 21:00 |
| La Merced     | 2 - 4 | Defensores de Esquiú | El Cañón de Paclín  | 27 de octubre | 16:00 |
| Los Sureños   | 5 - 1 | La Estación          | Primo A. Prevedello | 27 de octubre | 16:00 |
| Coronel Daza  | 2 - 1 | Independiente (SA)   | Coronel Daza        | 27 de octubre | 17:00 |
| Social Rojas  | 2 - 1 | Obreros              | Primo A. Prevedello | 27 de octubre | 20:00 |

| Coronel Daza  | 0 - 1 | Defensores de Esquiú | Coronel Daza        | 3 de noviembre | 17:00 |
| San Martín    | 3 - 2 | Independiente (SA)   | Primo A. Prevedello | 3 de noviembre | 18:30 |
| La Estación   | 0 - 3 | La Merced            | Primo A. Prevedello | 3 de noviembre | 20:30 |
| Social Rojas  | 1 - 1 | Los Sureños          | Primo A. Prevedello | 4 de noviembre | 18:30 |
| Villa Dolores | 1 - 3 | Obreros              | Primo A. Prevedello | 4 de noviembre | 20:30 |

| Coronel Daza       | 0 - 1 | La Estación          | Coronel Daza        | 9 de noviembre  | 17:00 |
| Independiente (SA) | 0 - 1 | Defensores de Esquiú | Primo A. Prevedello | 9 de noviembre  | 19:00 |
| Los Sureños        | 3 - 1 | Villa Dolores        | Primo A. Prevedello | 9 de noviembre  | 21:00 |
| La Merced          | 2 - 2 | Social Rojas         | El Cañón de Paclín  | 11 de noviembre | 11:00 |
| Obreros            | 2 - 2 | San Martín           | Primo A. Prevedello | 11 de noviembre | 21:30 |

| La Estación   | 2 - 8 | Independiente (SA)   | Coronel Daza        | 14 de noviembre | 17:00 |
| Villa Dolores | 2 - 3 | La Merced            | Primo A. Prevedello | 14 de noviembre | 18:00 |
| Social Rojas  | 1 - 1 | Coronel Daza         | Primo A. Prevedello | 14 de noviembre | 20:00 |
| Obreros       | 1 - 1 | Los Sureños          | Coronel Daza        | 15 de noviembre | 17:00 |
| San Martín    | 0 - 0 | Defensores de Esquiú | Primo A. Prevedello | 15 de noviembre | 20:00 |

| La Merced            | 2 - 1 | Obreros       | El Cañón de Paclín  | 17 de noviembre | 16:00 |
| Coronel Daza         | 3 - 0 | Villa Dolores | Primo A. Prevedello | 17 de noviembre | 17:30 |
| Defensores de Esquiú | 4 - 0 | La Estación   | Primo A. Prevedello | 18 de noviembre | 17:00 |
| Los Sureños          | 0 - 4 | San Martín    | Coronel Daza        | 18 de noviembre | 17:30 |
| Independiente (SA)   | 3 - 1 | Social Rojas  | Primo A. Prevedello | 18 de noviembre | 20:00 |

| 1. 2. 3. 4. 5. 6. 7. |

## Partido desempate por el campeonato
| 10 de diciembre, 17:00 | La Merced                                          | 1 - 2   | Defensores de Esquiú | Primo A. Prevedello, San Isidro |                           |
|                        | Francisco Coronel 62' · Franco Agüero 90+5' (pen.) | Reporte | 36' 87' Lucas Sosa   | Árbitro(s): Federico Cano       | Árbitro(s): Federico Cano |

|                                                          |
| Club Defensores de Esquiú                                |
| Campeón Torneo Anual 2018 Copa Mario Sebastián Cisternas |

## Tabla de Promedios
| Pos. | Equipos              | Promedio | Apertura 17 | Anual 17 | Anual 18 | Total | PJ |
| ---- | -------------------- | -------- | ----------- | -------- | -------- | ----- | -- |
| 1º   | Defensores de Esquiú | 1,755    | 18          | 29       | 32       | 79    | 45 |
| 2º   | Social Rojas         | 1,722    | -           | -        | 31       | 31    | 18 |
| 3º   | San Martín           | 1,688    | 14          | 31       | 31       | 76    | 45 |
| 4º   | Independiente (SA)   | 1,666    | 10          | 34       | 31       | 75    | 45 |
| 5º   | La Merced            | 1,400    | 14          | 17       | 32       | 63    | 45 |
| 6º   | Los Sureños          | 1,377    | 2           | 31       | 29       | 62    | 45 |
| 6º   | Obreros (San Isidro) | 1,377    | 28          | 12       | 22       | 62    | 45 |
| 8º   | Coronel Daza         | 1,200    | 13          | 15       | 26       | 54    | 45 |
| 9º   | La Estación          | 1,066    | 6           | 33       | 9        | 48    | 45 |
| 10º  | Villa Dolores        | 1,044    | 17          | 24       | 6        | 47    | 45 |

     Descienden a la Primera B 2019.

## Estadísticas

### Goleadores
| Jugador            | Equipo             | Goles |
| ------------------ | ------------------ | ----- |
| Raúl Cisterna      | Independiente (SA) | 15    |
| Fernando Flores    | Los Sureños        | 14    |
| Maximiliano Guerra | Independiente (SA) | 14    |
| Sergio Lencina     | La Merced          | 11    |

| Carlos Acevedo          | Coronel Daza         | 10 |
| Saúl Castro             | Defensores de Esquiú | 10 |
| Franco Agüero           | La Merced            | 9  |
| Alexis Vega             | San Martín           | 8  |
| Esteban Valatkevicnis   | San Martín           | 8  |
| José Cano               | Social Rojas         | 8  |
| Gabriel Coronel         | La Merced            | 7  |
| Néstor Agüero           | San Martín           | 7  |
| Luis Romano             | Social Rojas         | 6  |
| Rafael Sosa             | San Martín           | 6  |
| Julio Carrizo           | Obreros              | 5  |
| Sebastián Reyes         | Obreros              | 5  |
| Cristian Moreno         | Coronel Daza         | 4  |
| Facundo Torres          | Obreros              | 4  |
| Franco Juárez           | Social Rojas         | 4  |
| Gabriel Rodríguez       | Los Sureños          | 4  |
| José Segura             | Independiente (SA)   | 4  |
| Roberto Sandrone        | Villa Dolores        | 4  |
| Alfredo Franchino       | Obreros              | 3  |
| Ariel Camaño            | San Martín           | 3  |
| Braian Cano             | Obreros              | 3  |
| Cristian Herrera        | Independiente (SA)   | 3  |
| Enrique Moreira         | Villa Dolores        | 3  |
| Franco Carreño          | Coronel Daza         | 3  |
| Gabriel Carreño         | Coronel Daza         | 3  |
| Hugo Peñaflor           | La Estación          | 3  |
| Lucas Sosa              | Defensores de Esquiú | 3  |
| Roberto Saquilán        | Independiente (SA)   | 3  |
| Sergio Silva            | La Estación          | 3  |
| Simón Rodríguez         | Los Sureños          | 3  |
| Tomás Soria             | Defensores de Esquiú | 3  |
| Braian Acosta           | Coronel Daza         | 2  |
| Damián Nieva            | Los Sureños          | 2  |
| Daniel Barros           | La Merced            | 2  |
| Darío Robledo           | La Estación          | 2  |
| Erick Martínez Acosta   | Defensores de Esquiú | 2  |
| Francisco Rocha         | Coronel Daza         | 2  |
| Hugo Coronel            | La Merced            | 2  |
| Hugo Palacios           | Social Rojas         | 2  |
| Juan Novillo            | Coronel Daza         | 2  |
| Luciano Bazán           | Social Rojas         | 2  |
| Mariano Hernández       | Independiente (SA)   | 2  |
| Mario Coronel           | La Merced            | 2  |
| Maximiliano Álvarez     | Villa Dolores        | 2  |
| Maximiliano Sosa        | Los Sureños          | 2  |
| Alan Denett             | Coronel Daza         | 1  |
| Alberto Seco            | Social Rojas         | 1  |
| Alcides Sosa            | Obreros              | 1  |
| Alejo Robledo           | Los Sureños          | 1  |
| Ángel Fiad              | Los Sureños          | 1  |
| Cristian Aredes         | La Estación          | 1  |
| Cristian Vega           | La Estación          | 1  |
| Damián Pacheco          | La Estación          | 1  |
| Damián Sosa             | Obreros              | 1  |
| Daniel Maita            | Coronel Daza         | 1  |
| Darío Salas             | Defensores de Esquiú | 1  |
| David Cano Figueroa     | Independiente (SA)   | 1  |
| Diego Avellaneda        | Obreros              | 1  |
| Diego Bazán             | Independiente (SA)   | 1  |
| Emmanuel Ceballos       | San Martín           | 1  |
| Emmanuel Cejas          | Villa Dolores        | 1  |
| Enzo Bazán              | Independiente (SA)   | 1  |
| Enzo Varela             | Obreros              | 1  |
| Enzo Rivera             | La Merced            | 1  |
| Exequiel Olivera        | Social Rojas         | 1  |
| Facundo Carreño         | Coronel Daza         | 1  |
| Fernando Demare         | San Martín           | 1  |
| Fernando Rivera         | La Merced            | 1  |
| Francisco Coronel       | La Merced            | 1  |
| Franco Acevedo          | Villa Dolores        | 1  |
| Franco Ibáñez           | Defensores de Esquiú | 1  |
| Gabriel Cano            | San Martín           | 1  |
| Gastón Vega             | San Martín           | 1  |
| Gerardo Lencina         | La Merced            | 1  |
| Gustavo Varela Martínez | Obreros              | 1  |
| Héctor Martínez         | Obreros              | 1  |
| Héctor Segura           | Defensores de Esquiú | 1  |
| Iván Bustos             | Social Rojas         | 1  |
| Jonathan Fernández      | Social Rojas         | 1  |
| Jonathan Rinaudo        | Social Rojas         | 1  |
| Jorge Luján             | La Estación          | 1  |
| José Brandan            | Villa Dolores        | 1  |
| Juan Acevedo            | Coronel Daza         | 1  |
| Lucas Rodríguez         | Los Sureños          | 1  |
| Luis Brandan            | Villa Dolores        | 1  |
| Luis Bustos             | Defensores de Esquiú | 1  |
| Luis Moya               | Los Sureños          | 1  |
| Luis Ojeda              | Villa Dolores        | 1  |
| Luis Olivera Aguilera   | Social Rojas         | 1  |
| Luis Robledo            | La Estación          | 1  |
| Mauricio Saavedra       | Defensores de Esquiú | 1  |
| Maximiliano Ojeda       | Villa Dolores        | 1  |
| Nicolás Barrionuevo     | Los Sureños          | 1  |
| Omar Seco               | Social Rojas         | 1  |
| Pablo Ance              | Villa Dolores        | 1  |
| Rafael Barrionuevo      | La Estación          | 1  |
| Raúl Avellaneda         | San Martín           | 1  |
| Raúl Moreno             | La Merced            | 1  |
| Roberto Arch            | Los Sureños          | 1  |
| Santiago Chazarreta     | Villa Dolores        | 1  |
| Santiago Torres         | Obreros              | 1  |
| Ulises Ciarez           | Obreros              | 1  |

### Autogoles
| Fecha      | Jugador        | Equipo        | Autogoles | Contra       |
| ---------- | -------------- | ------------- | --------- | ------------ |
| 24/08/2018 | Luciano Bazán  | Social Rojas  | 1         | Obreros      |
| 25/08/2018 | Franco Acevedo | Villa Dolores | 1         | San Martín   |
| 22/08/2018 | Alberto Seco   | Social Rojas  | 1         | Coronel Daza |
| 22/08/2018 | Sergio Zárate  | Villa Dolores | 1         | La Merced    |